# Транскордонний парк Кгалагаді (національний парк)
Калаха́рі-Ге́мсбок — національний парк на півночі ПАР, примикає до кордонів Ботсвани і Намібії. Частина Кгалагаді Транскордонного парку. Площа 9 531 км2. Заснований 31 липня 1931 року.
Територія парку — це пустельні ландшафти Калахарі з барханами із червоного піску і слабко розвиненою рослинністю. У складі фауни — 8 видів антилоп, звичайний лев, леопард; понад 200 видів птахів (дрохва, страус, птах-секретар та інші).

## Погода
Погода в Калахарі може досягати крайнощів. Січень – це середина літа на півдні Африки, і денна температура часто перевищує 40 °C. Зимові ночі можуть бути досить холодними, з температурою нижче нуля. Було зафіксовано екстремальні температури від −11 °C до 45 °C. У цій пустельній місцевості опади рідкість.
| Клімат Калахарі-Гемсбок | Клімат Калахарі-Гемсбок | Клімат Калахарі-Гемсбок | Клімат Калахарі-Гемсбок | Клімат Калахарі-Гемсбок | Клімат Калахарі-Гемсбок | Клімат Калахарі-Гемсбок | Клімат Калахарі-Гемсбок | Клімат Калахарі-Гемсбок | Клімат Калахарі-Гемсбок | Клімат Калахарі-Гемсбок | Клімат Калахарі-Гемсбок | Клімат Калахарі-Гемсбок | Клімат Калахарі-Гемсбок |
| Показник                | Січ.                    | Лют.                    | Бер.                    | Квіт.                   | Трав.                   | Черв.                   | Лип.                    | Серп.                   | Вер.                    | Жовт.                   | Лист.                   | Груд.                   | Рік                     |
| Абсолютний максимум, °C | 42,0                    | 41,2                    | 40,5                    | 37,2                    | 33,5                    | 29,3                    | 30,2                    | 33,6                    | 38,5                    | 40,5                    | 41,7                    | 45,4                    | 45,4                    |
| Середній максимум, °C   | 35,8                    | 34,5                    | 32,5                    | 28,7                    | 24,6                    | 21,6                    | 22,0                    | 23,9                    | 28,6                    | 31,0                    | 33,6                    | 35,6                    | 29,4                    |
| Середня температура, °C | 27,7                    | 26,7                    | 24,6                    | 20,2                    | 15,1                    | 11,8                    | 11,4                    | 13,3                    | 18,0                    | 21,4                    | 24,4                    | 26,7                    | 20,1                    |
| Середній мінімум, °C    | 19,6                    | 19,1                    | 16,8                    | 11,7                    | 5,5                     | 2,1                     | 0,9                     | 2,7                     | 7,5                     | 11,8                    | 15,3                    | 17,8                    | 10,9                    |
| Абсолютний мінімум, °C  | 7,6                     | 5,7                     | 3,9                     | −2                      | −7,3                    | −9,7                    | −10,3                   | −9,7                    | −5                      | −0,2                    | 3,2                     | 3,0                     | −10,3                   |
| Норма опадів, мм        | 43                      | 45                      | 33                      | 31                      | 12                      | 3                       | 1                       | 2                       | 2                       | 12                      | 18                      | 20                      | 222                     |
| Днів з опадами          | 5                       | 5                       | 5                       | 4                       | 3                       | 2                       | 1                       | 1                       | 1                       | 2                       | 3                       | 4                       | 38                      |
| Вологість повітря, %    | 38                      | 47                      | 55                      | 59                      | 61                      | 62                      | 57                      | 51                      | 39                      | 36                      | 35                      | 34                      | 48                      |
| ----------------------- | ----------------------- | ----------------------- | ----------------------- | ----------------------- | ----------------------- | ----------------------- | ----------------------- | ----------------------- | ----------------------- | ----------------------- | ----------------------- | ----------------------- | ----------------------- |

## Історія
Національний парк Калахарі Гемсбок у Південній Африці був заснований 31 липня 1931 року головним чином для захисту мігруючої дичини, особливо гемсбока, від браконьєрства. У 1948 році між тодішнім протекторатом Бечуаналенд і Південно-Африканським Союзом було укладено неофіційну усну угоду про створення заповідної зони на суміжних територіях двох земель. У червні 1992 року представники Ради національних парків Південної Африки (нині SANParks) і Департаменту дикої природи та національних парків Ботсвани створили спільний комітет управління для управління територією як єдиною екологічною одиницею. У 1997 році було розроблено, переглянуто та затверджено план управління. Сторони погодилися співпрацювати у сфері туризму та порівну ділити плату за вхід до парку. 7 квітня 1999 року Ботсвана та Південно-Африканська Республіка підписали історичну двосторонню угоду, згідно з якою обидві країни зобов’язалися керувати своїми суміжними національними парками, Національним парком Гемсбок у Ботсвані та Національним парком Калахарі Гемсбок у Південній Африці як єдиною екологічною одиницею. Межа між двома парками не мала фізичних бар'єрів, хоча це також міжнародний кордон між двома країнами. Це дозволяло вільне пересування тварин. 12 травня 2000 року президент Ботсвани Фестус Могає та президент Південної Африки Табо Мбекі офіційно запустили перший у Південній Африці парк миру, транскордонний парк Кгалагаді.

## Галерея

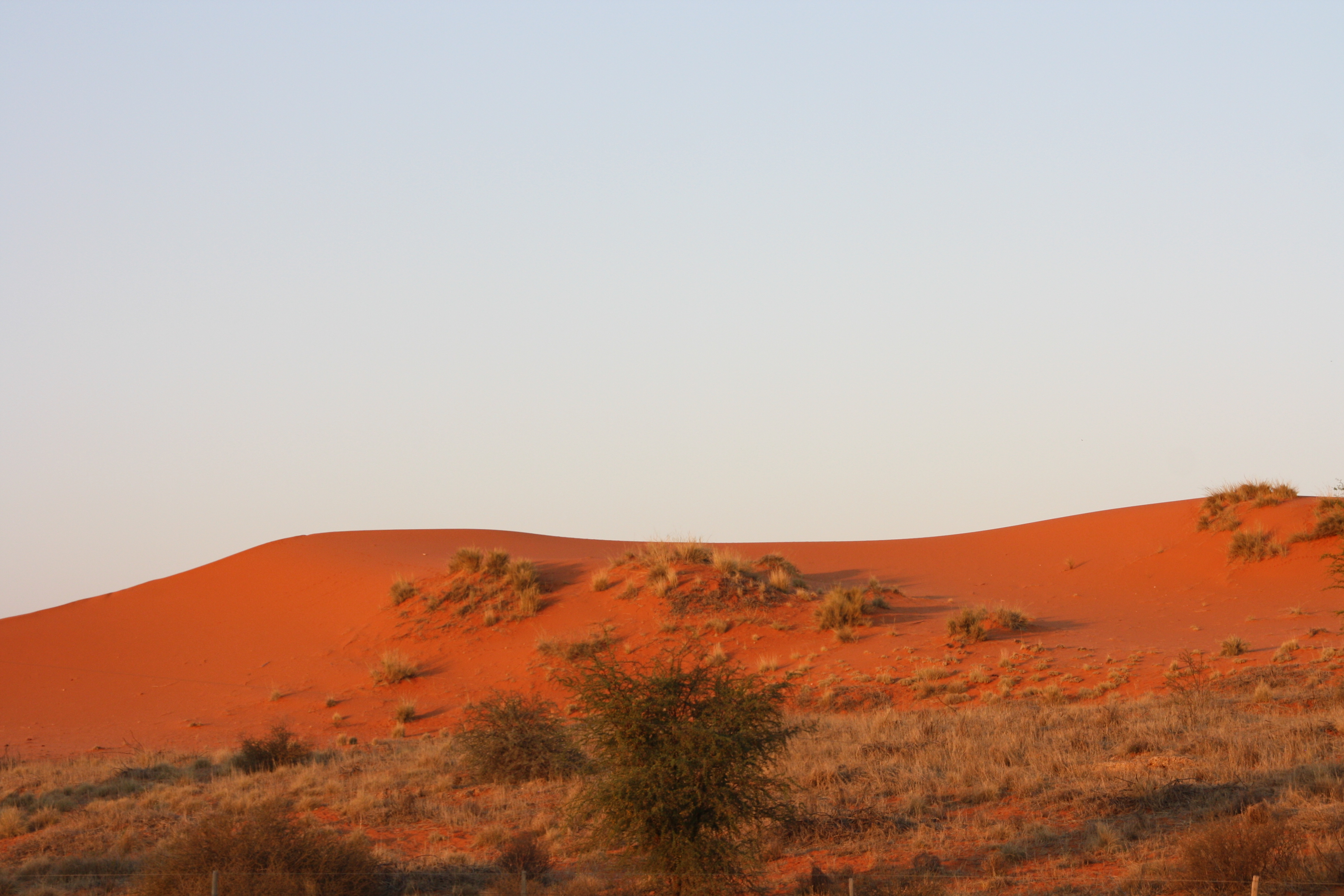
Червоні дюни в Кгалагаді-Калахарі
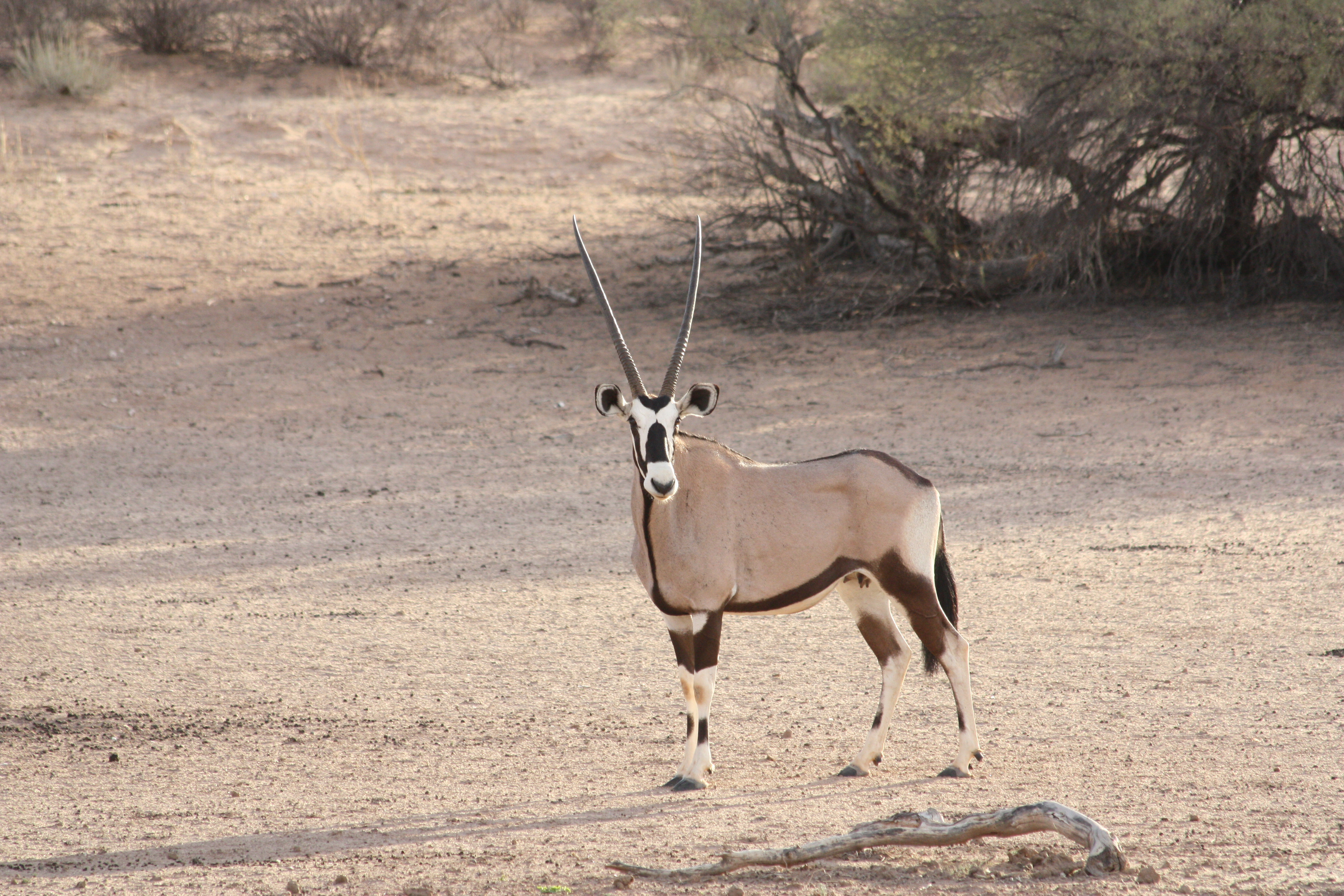
Гемсбок або орикс, на його честь і було названо парк, стоїть на дні пересохшої річки
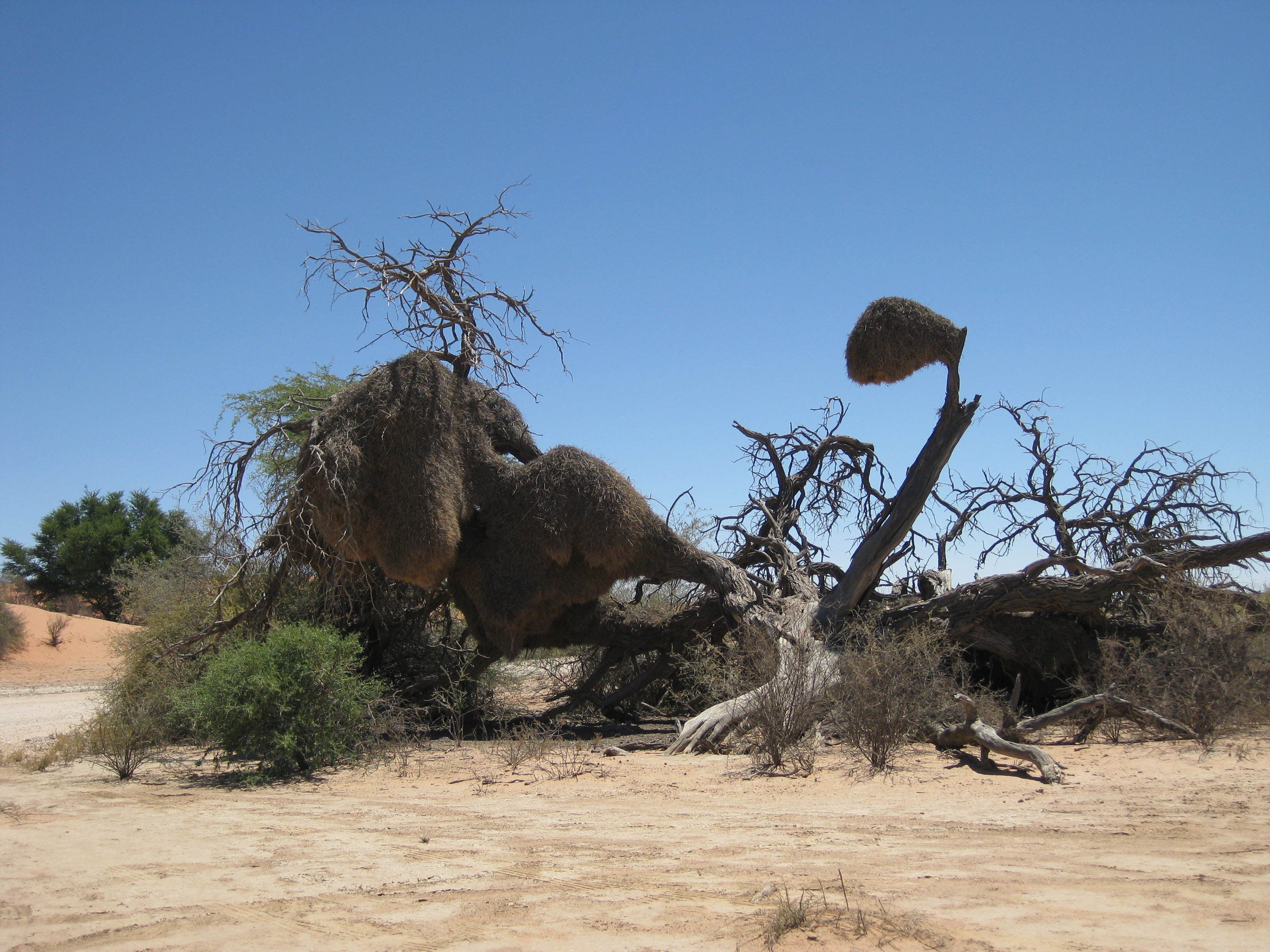
Велетенські гнізда пташок виду Philetairus socius
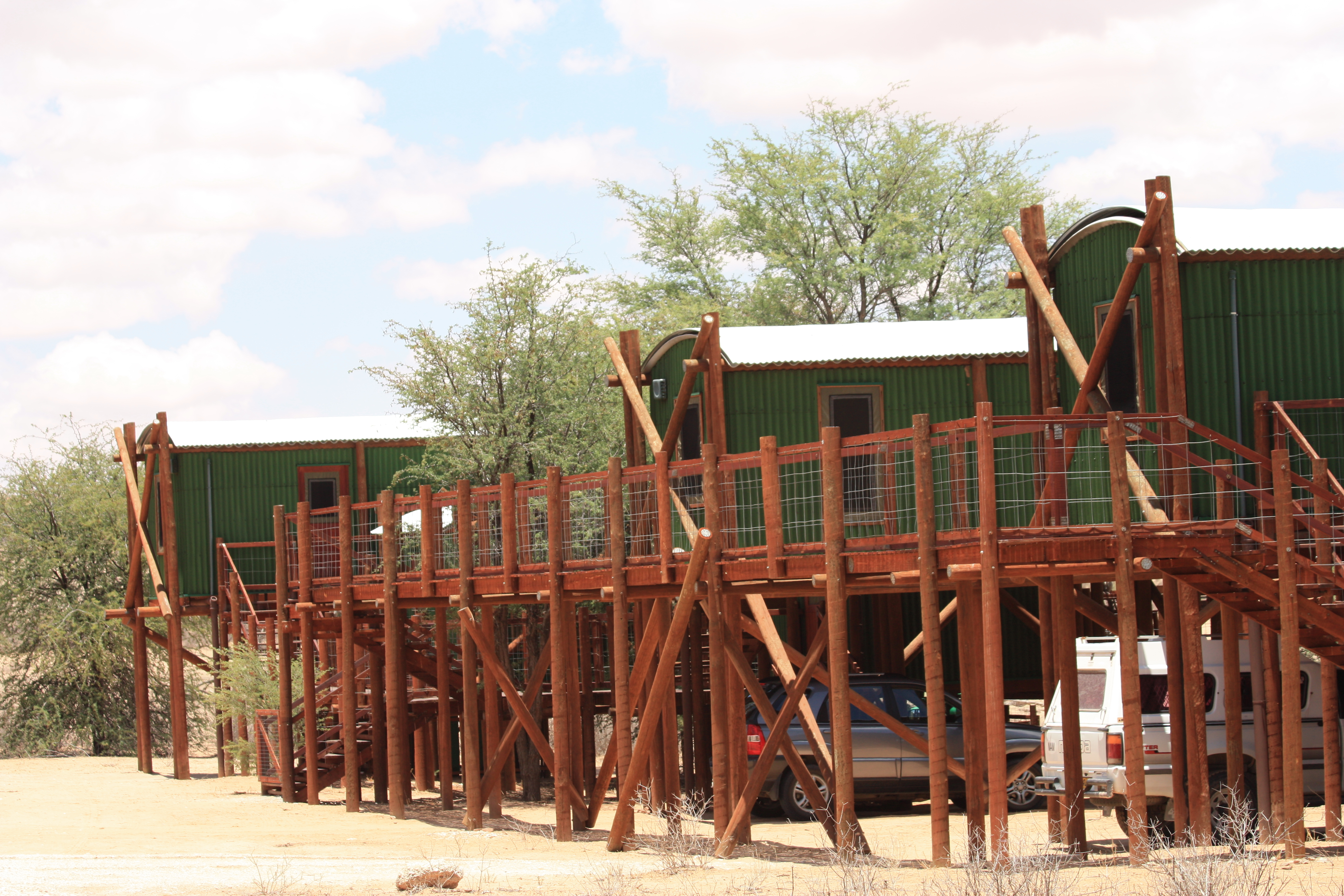
Табір Урікаруус
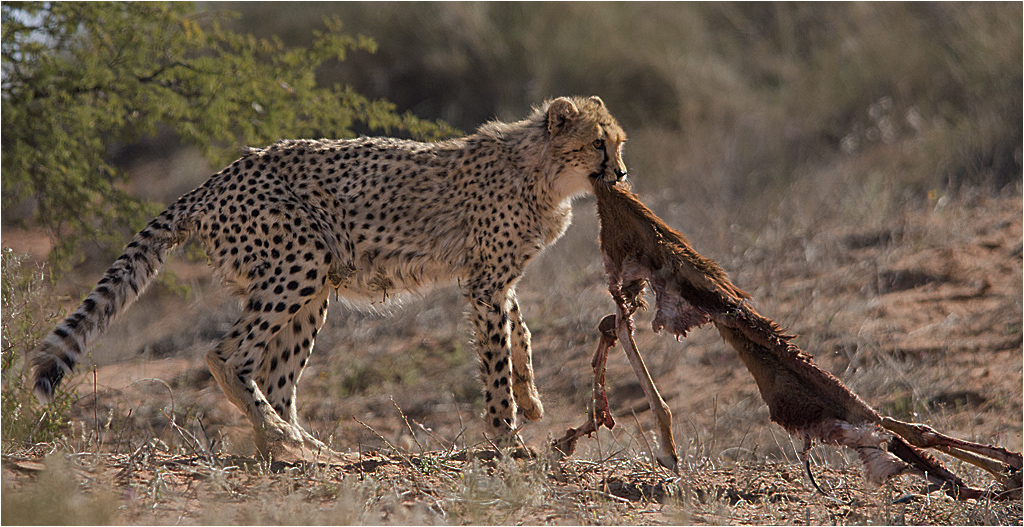
Південноафриканський гепард із тушою
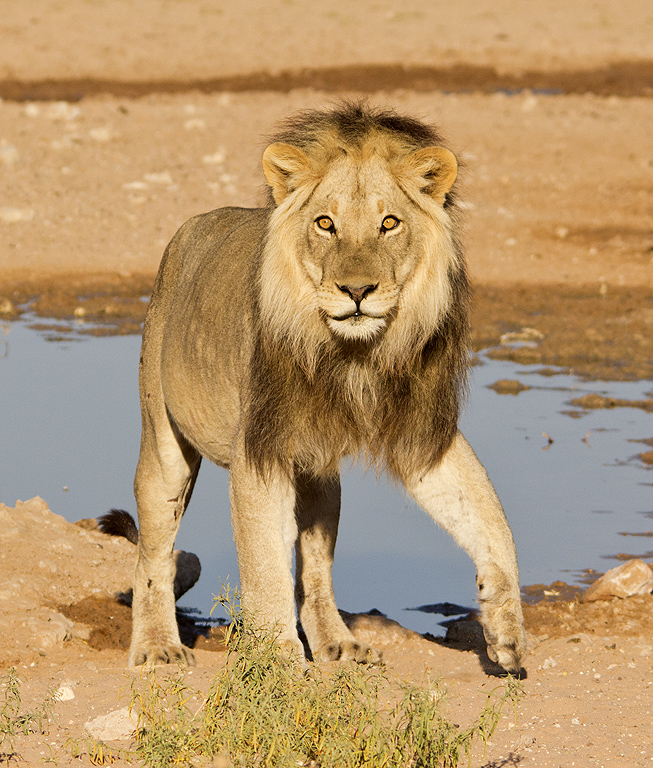
Південноафриканський лев на водопої
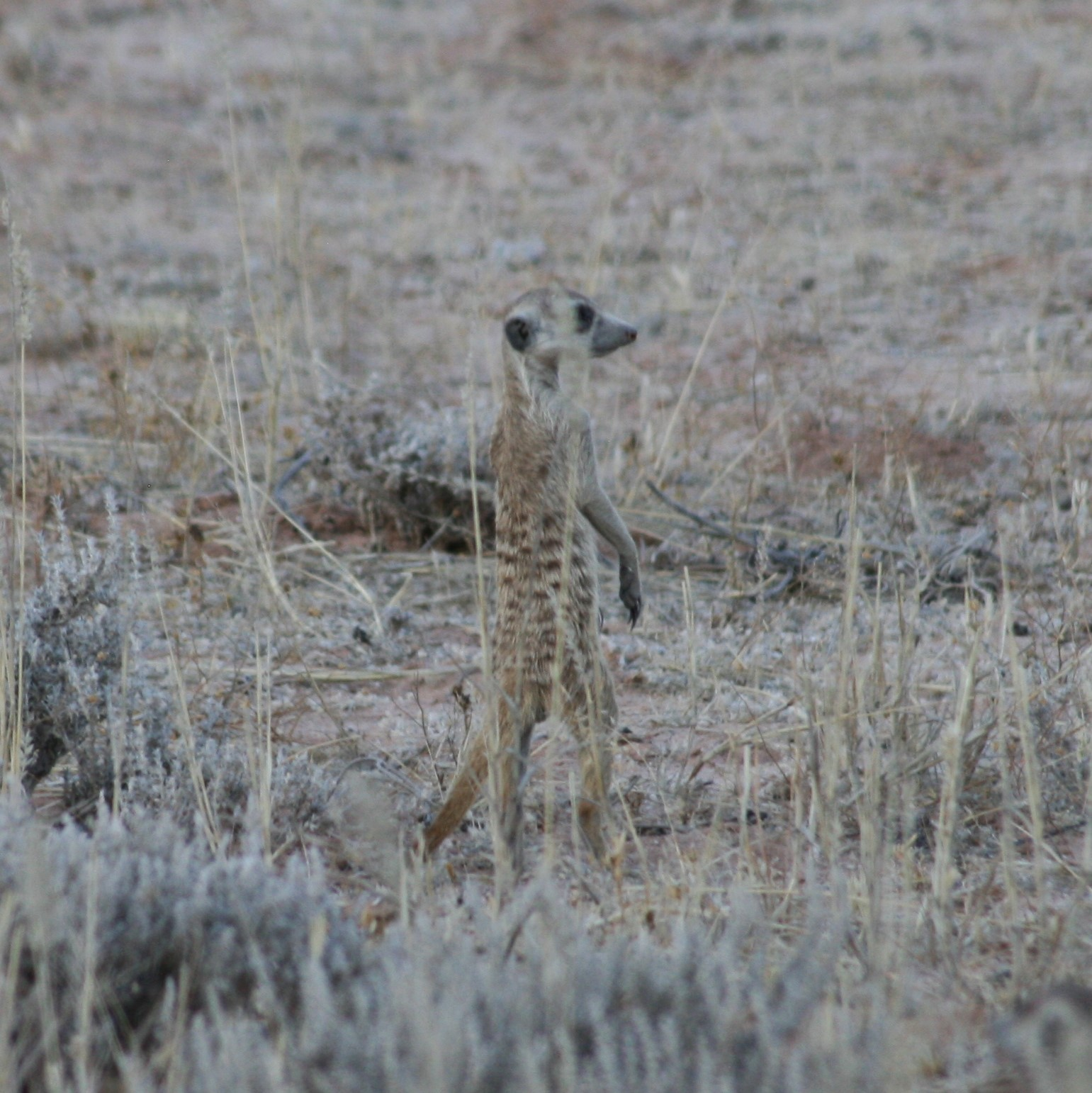
Сурікатів повно у парку
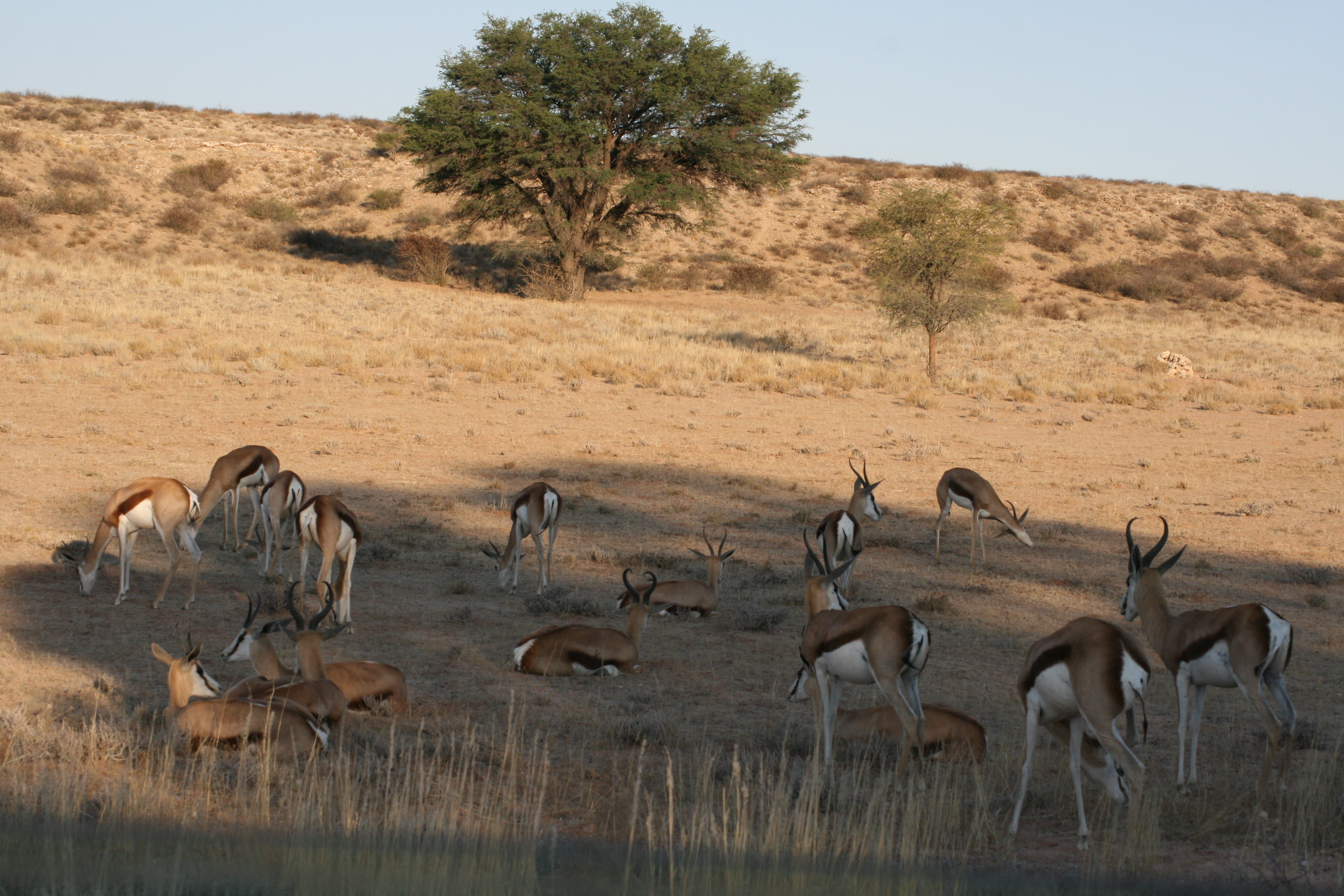
Стадо спрингбоків